# Travail dissimulé en France
Le travail dissimulé en France fait référence à la dissimulation d'activité économique, par exemple en ne demandant pas une immatriculation obligatoire, ou à la dissimulation de salarié, par exemple en ne délivrant pas de bulletin de paie. L'interdiction du travail dissimulé remonte à 1940, alors appelé travail clandestin.

## Historique
L'expression « travailler au noir » provient du Moyen Âge où la réglementation du travail voulait qu’on ne fasse pas travailler les personnes après la tombée de la nuit. Toutefois, certains ont eu l’idée de détourner cette réglementation et de faire travailler leurs employés à la lueur de la bougie. Ces employés travaillaient donc même lorsqu’il faisait noir, d'où l'expression « travailler au noir ».
En France, le terme de travail dissimulé a été introduit dans le Code du Travail en 1997. Jusqu'à cette date, le Code du Travail employait le terme de « travail clandestin », et son interdiction remontait à une loi du 11 octobre 1940.
D'abord simple contravention, cette infraction est devenue en 1985 un délit.
L'année 1997 correspond par ailleurs à un changement dans la politique de lutte contre le travail illégal, avec la création des Comités opérationnels de lutte contre le travail illégal (COLTI). Ils sont chargés, sous l'autorité conjointe d'un procureur de la République (le plus souvent celui du chef-lieu de département) et du préfet, d'impulser une politique de contrôles coordonnés des différentes administrations ou partenaires en la matière (principalement Urssaf, Impôts, Gendarmerie, Police et Police aux frontières, Inspection du travail…).
Une période d'expérimentation qui s'est déroulée en 2008 et 2009 a fait cohabiter les COLTI avec des Collectifs locaux unifiés (CLUF) ou régionaux (CRUF) de lutte contre les fraudes. Par la suite, un arrêté du 25 mars 2010 a fixé le nouveau cadre légal et la composition dans chaque département des comités de lutte contre la fraude, entraînant la dissolution de fait des COLTI et de droit des CRUF/CLUF.
Le 12 mai 2010, la Délégation nationale de lutte contre les fraudes indique que le sigle choisi pour les nouveaux comités départementaux de lutte contre la fraude est « CODAF » pour Comité opérationnel départemental anti-fraude. Les CODAF disposent d'un secrétariat permanent composé d'une ou plusieurs personnes dont au moins une aura en charge les questions liées au travail illégal.
La lutte contre le travail illégal est donc désormais, aussi bien nationalement que localement, totalement intégrée à la lutte contre les autres types de fraudes, en particulier les fraudes fiscales et celles faites au détriment des Caisses d'allocations familiales et les Caisses primaires d'assurance maladie.

## Qualification
Lorsqu'il s'agit d'activité subordonnée, le fait de recourir aux services d'un travailleur indépendant ou d'un auto-entrepreneur peut être requalifié comme travail salarié dissimulé lorsque celui-ci n'a qu'un seul donneur d'ordre.
Lorsqu'il s'agit d'activité indépendante, selon la définition des articles article L. 8221-3 et article L. 8221-4 du Code du travail, le travail doit être productif et à but lucratif, ce qui exclut les activités bénévoles et d'entraide.
Quelle que soit la modalité constitutive du travail dissimulé, l'article 73 de la loi n° 2011-672 du 16 juin 2011 ajouté à l'article L. 8221-5, 3° du Code du travail, l'infraction de travail intentionnel n'est constituée que si elle a été commise intentionnellement, si l'auteur a agi positivement ou s'est volontairement abstenu.
Dans le cas de travail occasionnel, la loi et les règlements ne prévoient pas de seuil minimal d'heures ou de paiement en dessous duquel il y a dispense des formalités d'établir un contrat de travail ou de créer une entreprise. Cela a pour conséquence que les frais et les formalités administratives peuvent être beaucoup plus importants que les recettes et le temps travaillé.

## Conséquences sociales et économiques
Les préjudices occasionnés par le travail dissimulé affectent directement le marché national de l’emploi et la politique de cohésion sociale :
- atteinte aux droits essentiels des travailleurs au regard de leurs conditions de travail et de rémunération,
- concurrence déloyale entre les entreprises,
- déficit de financement du système de protection sociale.

Puisqu'il n'existe pas de contrat de travail, le travailleur n'a nulle garantie d'être payé selon les termes définis au moment où il est recruté. Ainsi, le terme populaire de « travail au noir » cache en réalité des situations de grandes exploitations, ainsi que de la concurrence déloyale.

## Droits du salarié dissimulé
Contrairement à une idée reçue, le salarié embauché sans être déclaré n'est pas considéré comme coupable, mais comme victime. Le Code du travail prévoit en effet que le salarié non déclaré ne peut pas être tenu responsable de sa situation, sauf si, avec la connivence de son employeur, il a volontairement choisi de ne pas être déclaré ou d'être payé en espèce et sans bulletin de paie.
Un travailleur non déclaré peut faire appel à l'inspection du travail, aux syndicats, aux associations et intenter une action devant le conseil de prud'hommes. Il peut par ailleurs demander confirmation auprès de l’Urssaf de l’absence de déclaration unique d'embauche effectuée pour son compte.
Par ailleurs, il est prévu que « En cas de rupture de la relation de travail, le salarié [dissimulé] a droit à une indemnité forfaitaire égale à six mois de salaire ». Il peut aussi se constituer partie civile dans le cadre d'une procédure pénale pour obtenir des dommages-intérêts. Les organisations syndicales de salariés, les organismes de protection sociale, les chambres consulaires et les organisations professionnelles peuvent aussi se constituer partie civile dans des instances pénales de travail dissimulé pour obtenir des dommages-intérêts en fonction du préjudice causé par ce délit.

## Le contrôle en matière de travail dissimulé
Les agents de contrôle du ministère du Travail (contrôleurs et inspecteurs du travail) ont « un droit d'entrée dans tout établissement […] afin d'y assurer la surveillance et les enquêtes dont ils sont chargés. […] Ils ont également un droit d'entrée dans les locaux où les travailleurs à domicile réalisent les travaux […]. Toutefois, lorsque les travaux sont exécutés dans des locaux habités, les inspecteurs et contrôleurs du travail ne peuvent y pénétrer qu'après avoir reçu l'autorisation des personnes qui les occupent ».
Afin de permettre les recherches ultérieures quant à la déclaration du personnel, ces agents de contrôle sont « habilités à demander aux employeurs et aux personnes employées dans les établissements soumis au présent code de justifier de leur identité et de leur adresse ». De même, ils « peuvent se faire présenter, au cours de leurs visites, l'ensemble des livres, registres et documents rendus obligatoires par le présent code ou par une disposition légale relative au régime du travail ».
Lorsqu'ils constatent des infractions, ils établissent des procès-verbaux qui sont transmis au procureur de la République et au préfet.
Il faut noter que ces règles « ne sont pas applicables à l'État, aux collectivités territoriales et à leurs établissements publics administratifs. Un décret en Conseil d'État détermine les conditions dans lesquelles les constatations des inspecteurs du travail dans ces établissements sont communiquées par le ministre chargé du travail aux administrations concernées ».

### Agents publics habilités au contrôle du travail dissimulé
Le code du travail définit précisément les corps de contrôles habilités à rechercher et constater les infractions constitutives de travail illégal :
- les inspecteurs et les contrôleurs du travail (affaires maritimes, agricoles et transport) ;
- les officiers et agents de police judiciaire ;
- les agents des impôts et des douanes ;
- les agents des organismes de sécurité sociale et des caisses de mutualité sociale agricole agréés à cet effet et assermentés ;
- les officiers et les agents assermentés des affaires maritimes ;
- les fonctionnaires des corps techniques de l'aviation civile commissionnés à cet effet et assermentés ;
- les fonctionnaires ou agents de l'État chargés du contrôle des transports terrestres.

### Méthodes de contrôle
Les agents de contrôle peuvent se faire présenter et obtenir copie immédiate :
- des « documents justifiant que l'immatriculation, les déclarations et les formalités […] ont été effectuées ainsi que ceux relatifs à l'autorisation d'exercice de la profession ou à l'agrément lorsqu'une disposition particulière l'a prévu ; »
- des « documents justifiant que l'entreprise a vérifié […] que son ou ses cocontractants ont accompli les formalités [et] réglementations d'effet équivalent de leur pays d'origine ; »
- « les devis, les bons de commande ou de travaux, les factures et les contrats ou documents commerciaux relatifs aux prestations exécutées en méconnaissance des dispositions » sur le travail dissimulé.

En outre, à défaut de remise volontaire, des officiers de police judiciaire peuvent procéder à des perquisitions et saisies de pièces, après autorisation judiciaire.
Par ailleurs, « les agents de contrôle sont habilités, lorsque le siège de l'entreprise est domicilié dans des locaux occupés en commun […] à se faire communiquer par l'entreprise domiciliataire tous les documents détenus dans ses locaux nécessaires à l'accomplissement de leur mission de lutte contre le travail dissimulé ». Ils peuvent également accéder aux informations détenues par d'autres organismes à mission publique et notamment auprès du Centre national cinéma spectacle (CNCS, autrefois intégré au sein du Groupement des Assedic de la région parisienne) et des Directions régionales des Affaires culturelles, ainsi que des organismes d'assurance chômage, mais aussi auprès des organismes de sécurité sociale, les caisses assurant le service des congés payés et les services préfectoraux.
Les agents de contrôle peuvent procéder à l'audition de témoins qui sont ou ont été rémunérés « par l'employeur ou par un travailleur indépendant afin de connaître la nature de ses activités, ses conditions d'emploi et le montant des rémunérations s'y rapportant, y compris les avantages en nature ».
En matière de travail illégal, il n'existe pas de secret professionnel entre agents de contrôle qui peuvent donc « se communiquent réciproquement tous renseignements et tous documents utiles à l'accomplissement de leur mission de lutte contre le travail illégal. Les agents de la concurrence, de la consommation et de la répression des fraudes sont habilités à leur transmettre tous renseignements et documents nécessaires à cette mission ».
Enfin, le Code du travail prévoit, concernant la main d’œuvre étrangère, la possibilité de recourir au service d'interprètes, ainsi qu'une forme de coopération internationale leur permettant d'« échanger tous renseignements et tous documents […] avec les agents investis des mêmes compétences et les autorités chargées de la coordination de leurs actions dans les États étrangers ».

### Quelques données statistiques
Dans un communiqué de presse du 26 novembre 2009 le ministre Xavier Darcos indiquait que près de 9 000 procédures pour travail illégal avaient été engagées en 2008, les contrôles ayant été faits pour 20 % par l’Inspection du Travail, 22 % par la police et 36 % par la gendarmerie. L'URSSAF avait, quant à elle, procédé à 108 millions d’euros de redressements à la suite des contrôles en matière de travail illégal.
La pratique du travail totalement dissimulé est surtout pratiqué dans des secteurs d'activité ne nécessitant pas une grande qualification et à main d'œuvre immédiatement productive. C'est notamment le cas dans les secteurs des HCRB (hôtels, cafés, restaurants et bars), du BTP (bâtiment et travaux publics), les services aux entreprises, le spectacle vivant et enregistré et le travail saisonnier et agricole.
D'après le journal Les Échos, citant comme source l'Agence centrale des organismes de Sécurité sociale (Acoss) les redressements, par les URSSAF, au titre de la seule fraude sociale, ont atteint 555 millions d’euros en 2016, un montant record, en hausse de 20 % sur un an. Le nombre de contrôles effectués est d'environ 7000.
Évolution de 2006 à 2016 (en millions d’euros) :
- 2006 : 70
- 2007 : 118
- 2008 : 113
- 2009 : 127
- 2010 : 175
- 2011 : 218
- 2012 : 270
- 2013 : 318
- 2014 : 401
- 2015 : 480
- 2016 : 555

La moitié (51 %) du travail dissimulé est détectée dans le secteur du BTP.

## Différents types de travail dissimulé
Est réputé travail dissimulé :
- par dissimulation d'activité, l'exercice à but lucratif d'une activité économique par toute personne qui n'a intentionnellement[30] :
  - soit, pas demandé son immatriculation « lorsque celle-ci est obligatoire » au répertoire des métiers [note 1] ou au registre du commerce et des sociétés ou a poursuivi son activité après refus d'immatriculation, ou postérieurement à une radiation ;
  - soit, pas procédé aux déclarations qui doivent être faites aux organismes de protection sociale ou à l'administration fiscale (URSSAF, caisses de retraite, impôts…) ;
- par dissimulation d'emploi salarié, le fait pour tout employeur[31] de ne pas faire la déclaration préalable à l'embauche, de ne pas délivrer un bulletin de paie ou de mentionner sur ce dernier un nombre d'heures de travail inférieur à celui réellement accompli.

Cette activité dissimulée peut être totale ou partielle : il s'agit dans ce dernier cas d'employeurs obligeant tout ou partie de leurs salariés à effectuer en plus de leur temps de travail légal, des heures de travail dissimulé.
Le délit de travail dissimulé concerne aussi bien l'exercice d'un travail dissimulé (dissimulation d'activité), le recours sciemment, directement ou par personne interposées, aux services de l'auteur d'un travail dissimulé, ainsi que la publicité, par quelque moyen que ce soit, tendant à le favoriser, en toute connaissance de cause (article L 8221-7 CT).

### La dissimulation d'activité
Il s’agit du cas où un entrepreneur a exercé une activité professionnelle en omettant volontairement d’effectuer des formalités déclaratives obligatoires : défaut d’immatriculation à un registre professionnel, poursuite d’une activité après un refus d’immatriculation ou une radiation d'un registre professionnel, défaut de déclarations à l’administration fiscale ou encore du défaut de déclarations aux organismes de protection sociale.
Toutes les activités relevant des secteurs économiques de l’industrie et des services, ainsi que les activités de commerce et de vente sont concernées. Sont également visées des activités telles que l'agriculture, le exploitation forestière, la pêche fluviale et maritime et les cultures marines mais aussi les activités lucratives des agents d'assurance, agents commerciaux, qu'elles soient exercées par des travailleurs indépendants, des professions libérales, des sociétés ou toute autre personne morale. Les travaux d'urgence dont l'exécution immédiate est nécessaire pour prévenir les accidents imminents ou organiser des mesures de sauvetage et les activités dont le caractère bénévole a été démontré sont en revanche exclus.
Puisqu'il s'agit d'un délit, il faut démontrer l'élément intentionnel de la fraude, le défaut d'immatriculation ou de déclaration doit être volontaire. Le caractère intentionnel de l'infraction pourra être établi par tous éléments de fait qu'il importe de mentionner, et notamment par l'absence, même partielle, de l'accomplissement des autres obligations dont l'omission peut constituer également le délit.
Il y a également nécessité de démontrer que l'opération s'est faite dans un but lucratif, ce dernier se démontrant par un faisceau d'éléments tel le recours à la publicité pour une recherche de clientèle, la fréquence ou l'importance de l’activité, l'utilisation d’un matériel ou d’un outillage professionnel, l'absence de facturation ou facturation frauduleuse.
Les activités exercées sous le couvert du statut associatif peuvent ainsi être visées s'il est démontré qu'elles sont accomplies dans un but lucratif.
La jurisprudence considère que le défaut d’immatriculation d’une activité complémentaire ou distincte exercée par un entrepreneur déjà immatriculé pour une autre activité professionnelle constitue une dissimulation partielle d’activité. Il en est de même pour l'omission intentionnelle de déclaration d'un établissement secondaire .

### La dissimulation de salarié
La dissimulation d’emploi salarié résulte de l'omission volontaire soit de l'obligation de procéder à la déclaration préalable à l'embauche, soit de remettre un bulletin de paie. Le non-respect d'une seul des deux obligations est sanctionnable.
La dissimulation de salarié peut être partielle lorsque le bulletin de paie mentionne un nombre d’heures de travail inférieur à celui qui a réellement été effectué par le salarié même si les heures dissimulées ont été rémunérées. Cette situation peut aussi recouvrir l’emploi de salariés embauchés à temps partiel alors qu’ils sont occupés en réalité à plein temps.
Typiquement et concrètement, cette dissimulation partielle pourra prendre la forme de « fausse prime » (exceptionnelle ou non) correspondant à un calcul couvrant le taux horaires de ces heures dissimulées ainsi « maquillées ». La volatilité, la technicité de ce type de fraude rend sa détection particulièrement difficile par les agents de contrôle, quand elle n'est tout simplement pas rendue virtuellement impossible par l'absence de tout document de décompte horaire autre que des « plannings prévisionnels » dans l'entreprise. Il appartiendra dès lors au salarié d'établir ses propres décomptes horaires, étant entendu que le code du travail prévoit que :
- « En cas de litige relatif à l'existence ou au nombre d'heures de travail accomplies, l'employeur fournit au juge les éléments de nature à justifier les horaires effectivement réalisés par le salarié ».
- « Au vu de ces éléments et de ceux fournis par le salarié à l'appui de sa demande, le juge forme sa conviction après avoir ordonné, en cas de besoin, toutes les mesures d'instruction qu'il estime utiles ».
- « Si le décompte des heures de travail accomplies par chaque salarié est assuré par un système d'enregistrement automatique, celui-ci doit être fiable et infalsifiable ».

La charge de la preuve des heures réellement travaillées par le salarié appartient donc à l'employeur, qui devra démontrer le cas échéant que les heures que le salarié considère comme ayant été travaillées ne l'ont pas été (d'où la nécessité pour l'employeur d'établir, conformément à la loi, un document de décompte horaire, journalier ou hebdomadaire, des heures effectués dans le cas d'horaires non collectif).

### Les faux statuts
Il s'agit des cas où une entreprise emploie des travailleurs n’ayant pas la qualité de salariés pour éviter d’appliquer les règles de la législation du travail et de la sécurité sociale. Le travailleur « non salarié » est présenté formellement soit comme un bénévole, soit comme un stagiaire, soit comme un travailleur indépendant ou un gérant mandataire, alors que dans les faits, il exerce son activité dans des conditions de subordination juridique à l’égard d’un entrepreneur qui organise, dirige et contrôle l’exécution de son travail de la même manière que pour des salariés reconnus comme tels.
Toutefois, pour un certain nombre de profession, le législateur a posé une présomption d’existence d’un contrat de travail qui peut être levée par la preuve du contraire. C'est notamment le cas des journalistes et pigistes titulaires de la carte de presse, des artistes du spectacle, des mannequins, des forestiers, des personnels navigants de l’aviation civile et de la marine marchande. Pour ces professions, c’est à l’employeur qu’il appartient de renverser la présomption de salariat.

#### La fausse entraide
L'entraide familiale est considérée comme une assistance apportée par une personne proche, de manière occasionnelle et spontanée, en dehors de toute rémunération et de toute contrainte.
Cependant, s'il est établi qu’une prestation de travail est fournie moyennant rémunération et en état de subordination juridique, cette entraide familiale peut être requalifiée en contrat de travail.
À partir du moment où les relations d’aide s’institutionnalisent, deviennent régulières et reposent sur un accord des parties, cette relation doit alors être requalifiée en relation salariale.
En 2003, l'Agence centrale des organismes de sécurité sociale (ACOSS) et la Caisse nationale de l'assurance maladie (CNAM) ont pris une circulaire qui clarifie les choses. Tout d'abord, elle écarte le caractère irréfragable de l’entraide familiale, c'est-à-dire qu'il est possible d'apporter la preuve que la participation d’un proche à une activité peut être qualifiée de salariat dès lors que les éléments caractéristiques sont réunis (un lien de subordination, une organisation du travail et une rémunération). A contrario, dès lors qu’il y a indépendance, spontanéité, absence de rémunération, et que le travail effectué est occasionnel, l’entraide familiale sera présumée.

#### Le faux stagiaire
Il s'agit du cas où un employeur déclare qu'une personne effectue un stage de formation dans son entreprise alors qu'en réalité elle travaille comme un salarié. Cette simulation permet à l'entreprise de ne pas rémunérer le prétendu « stagiaire » ou de lui verser une rémunération inférieure au SMIC ou au minimum prévu par une convention collective. Elle permet également de ne pas verser de cotisations sociales ou de verser des cotisations réduites, voire d'obtenir des aides indues de l'État. Le plus souvent, le détournement de stages se réalise au détriment de jeunes, voire de jeunes ressortissants étrangers.
En l’absence d’une définition légale du statut de stagiaire, il est considéré que ce dernier est une personne qui se trouve temporairement dans une entreprise d'accueil :
- pour un objectif pédagogique, c'est-à-dire dans le cadre d'un cursus de formation assuré par un établissement d'enseignement ou de formation, ou à des fins personnelles d'information,
- de formation, de découverte, de connaissances pratiques, d’acquisition d’un savoir, etc.,
- sans devoir consacrer exclusivement son temps de présence à accomplir des tâches professionnelles utiles et profitables à l'entreprise d'accueil. Les prestations demandées au stagiaire doivent correspondre à la finalité visée par la convention de stage. Le stagiaire peut rédiger un mémoire ou un bilan de stage à la requête de son établissement d'enseignement ou de formation,
- sans occuper un poste de travail ou sans être intégré au fonctionnement de l'entreprise et sans être astreint au respect de directives ou d'instructions d'un service organisé, si ces dispositions ne sont pas prévues dans la convention de stage.

L'existence d'une convention écrite de stage, même conclue avec un établissement d'enseignement public, n'est pas à elle seule un élément déterminant pour attester de la qualité de stagiaire. L'examen précis des conditions réelles de la présence du stagiaire dans l'entreprise d'accueil est de nature à confirmer cette appellation ou à entraîner la requalification de son statut. Il est donc impératif de vérifier que le déroulement du stage, son exécution et son suivi correspondent effectivement aux engagements souscrits entre le dirigeant de l’entreprise et le stagiaire lors de la conclusion de la convention de stage.

#### Le faux travailleur indépendant
Le faux travail indépendant est une appellation administrative qui vise une fraude sophistiquée dans laquelle la relation entre un employeur et un salarié est dissimulée sous l'apparence d'une fiction juridique de « sous-traitance de travaux ou de services ».
L'employeur se présente comme un donneur d'ordre qui a recours aux services de travailleurs indépendants : artisan, agent commercial, démarcheur, courtier, franchisé, prestataire de services, etc. Cela permet au donneur d'ordre d'échapper à la réglementation du travail, de bénéficier d'une souplesse maximum dans la gestion du personnel (embauche, licenciement, horaires, congé, etc.), d'acquérir des facilités de trésorerie en échappant au versement des cotisations sociales, voire en fraudant sur la TVA facturée et de proposer des prix à des tarifs plus bas car il n'a pas à supporter les cotisations sociales ni le respect du SMIC ou du salaire minimum. La pratique du faux travail indépendant est une concurrence déloyale à l'égard des entreprises qui respectent la réglementation.
Les personnes immatriculées au registre du commerce et des sociétés, au répertoire des métiers, au registre des agents commerciaux ou auprès de l’URSSAF sont présumées être des travailleurs indépendants. Ces personnes sont présumées ne pas être liées avec le donneur d’ouvrage par un contrat de travail dans l’exécution de l’activité donnant lieu à cette immatriculation. Toutefois, l’existence d’un contrat de travail peut être établie lorsque ces personnes fournissent directement ou par personne interposée des prestations dans des conditions qui les placent dans un lien de subordination juridique permanente à l’égard du donneur d'ordre.
Dans un certain nombre de cas, le recours au faux travailleur indépendant peut également couvrir d'autres enjeux liés au travail illégal, tel le marchandage et le prêt illicite de main-d'œuvre.

#### Le faux bénévole
Un bénévole est une personne qui apporte un concours non sollicité, spontané et désintéressé, et exercé surtout au profit d’une association humanitaire, caritative ou d’œuvre sociale, éducative, culturelle sans but lucratif.
Si la jurisprudence exclut le recours à des bénévoles dans les structures économiques à vocation lucrative, il peut y avoir de faux bénévoles dans des structures sans but lucratif s'il existe une subordination juridique[réf. souhaitée]  entre le prétendu « bénévole » et la structure dans laquelle il exerce son activité, et si d'autre part, sa présence est nécessaire pour le fonctionnement de cette structure.
L’emploi de faux bénévoles se traduit sur le plan pénal par une infraction de travail dissimulé par dissimulation de salariés. Les conséquences civiles (recouvrement des cotisations sociales, suppression du bénéfice de réduction ou d'exonération de cotisations de sécurité sociale) et administratives (refus des aides financières de l'État) sont également les mêmes que celles prévues pour la dissimulation de salariés.
C'est à ce titre qu’en 2005 des participants au programme de télé-réalité L'Île de la tentation ont demandé leur requalification en salarié, en arguant qu'ils effectuaient pour ces tournages un véritable travail. En février 2008, la cour d'appel de Paris a jugé que les participants avaient bien accompli « un travail » et auraient dû être rémunérés.

### L'emploi irrégulier d'étranger sans titre
L’emploi d'étrangers sans titre de travail dispose d'une partie distincte dans le Code du Travail qui prévoit que : « Un salarié étranger sans titre valable ne peut, directement ou indirectement, être embauché ».
Mais, tout comme le salarié communautaire ou national, le salarié étranger bénéficie des mêmes droits (interdiction d'emploi prénatal et postnatal, durée du travail, période de repos, congés payés, santé et sécurité du travail, prise en compte de l'ancienneté dans l'entreprise. Le code prévoit en outre que « Le salarié étranger a droit au titre de la période d'emploi illicite […] au paiement du salaire et des accessoires de celui-ci […], en cas de rupture de la relation de travail, à une indemnité forfaitaire égale à un mois de salaire ». Ils peuvent en outre saisir le conseil de prud'hommes pour demander une indemnisation supplémentaire selon leur préjudice.
Les annonces de la fin de l'automne 2009, aussi bien du côté du ministère du Travail (Xavier Darcos) que du côté du ministère de l'Immigration et de l'Identité nationale (Éric Besson), mettent l’accent sur la part de l'emploi d’étrangers sans titre au sein du travail illégal ; il est à noter toutefois que cette part est loin de présenter une majorité des constats effectués par les agents de contrôle, qui demeurent largement dominés par l'emploi irrégulier de Français, de ressortissants de l’UE ou de l’Espace économique européen, ou de ressortissants de pays tiers avec autorisation de travail (entre 69 et 71 % des constats, suivant les années).

### Situations frauduleuses complexes
Les fraudes complexes sont celles qui ressortent de montages juridiques pour servir d'écran, tels qu'entreprises de travail temporaire, sous-traitance en cascade, coquilles vides, plateformes ; elles sont souvent très évolutives et impliquent souvent des entreprises étrangères. Ces fraudes ont pour objet ou l'effet est de ne pas appliquer les législations du travail, fiscales et sociales en vigueur en France :
- Les fraudes propres au détachement par des entreprises de travail temporaire : le recours au détachement d’intérimaires est souvent un moyen répandu de travail dissimulé, de prêt de main d’œuvre illicite et de marchandage. Il crée un écran qui constitue un obstacle supplémentaire pour le contrôle. C’est pourquoi, la plupart des grandes fraudes complexes au détachement intègrent le recours à des entreprises de travail temporaire.
- le détournement du détachement intra-groupe : celui-ci a pris des formes multiples par lesquelles des salariés sont « détachés » ou mis à disposition en France de manière permanente pour échapper au statut social ou fiscal français. Les groupes concernés ont soit une véritable dimension européenne soit comprennent un établissement dit « boîte à lettres » en France ou à l'étranger.

### Mécanisme de la solidarité financière
Le Code du travail permet également de mettre en cause les donneurs d'ordres et les maîtres d'ouvrage, à travers le mécanisme de la « solidarité financière » qui leur impose de vérifier que leurs contractants respecte la législation sur le travail dissimulé : « Toute personne vérifie lors de la conclusion d'un contrat dont l'objet porte sur une obligation d'un montant minimum en vue de l'exécution d'un travail, de la fourniture d'une prestation de services ou de l'accomplissement d'un acte de commerce, et périodiquement jusqu'à la fin de l'exécution du contrat, que son cocontractant s'acquitte […] des formalités [déclaratives et d’immatriculation] ».
À défaut de procéder à ces vérifications, il est solidairement tenu responsable des sanctions financières liées au travail dissimulé (paiement des salaires, indemnités, impôts, taxes et cotisations). Cette solidarité financière concerne également le cas d'emploi d'étrangers sans titre.

## Les sanctions
Seul l’employeur peut être poursuivi pour le délit de travail dissimulé.
- Indemnisation du travailleur non déclaré : En cas de rupture de la relation de travail, le travailleur non déclaré a droit à une indemnité forfaitaire égale à six mois de salaire[57]
- Sanctions pénale de l’employeur[58] auxquelles peuvent s'ajouter des interdictions d'exercer, des exclusions des marchés publics voire l'interdiction des droits civiques, civils et de famille[59]. Les personnes morales peuvent se voir également refusées des aides publiques à l'emploi et à la formation professionnelle ou des subventions[60]

Selon la Délégation interministérielle à la lutte contre le travail illégal (DILTI), aujourd'hui dissoute et remplacée partiellement par la Délégation nationale à la lutte contre les fraudes, en 2005 les tribunaux et les cours d'appel ont prononcé 4803 décisions condamnant des auteurs d’infractions de travail dissimulé, dont 1819 peines d'emprisonnement ferme, 1618 avec sursis, et 2671 amendes.